# Castianeira drassodidoides
Castianeira drassodidoides là một loài nhện trong họ Corinnidae.
Loài này thuộc chi Castianeira. Castianeira drassodidoides được Embrik Strand miêu tả năm 1915.